# 低胸裝

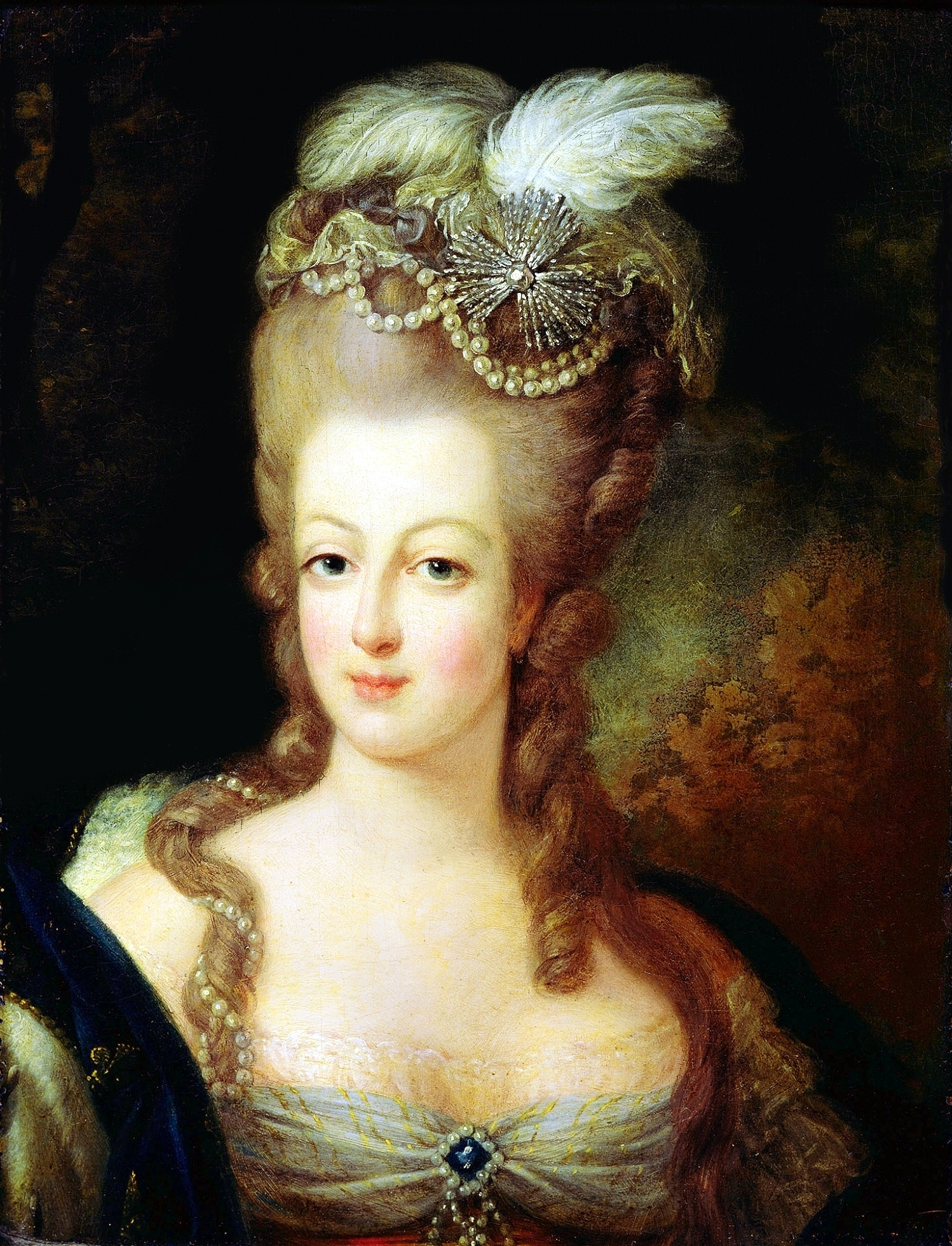
法國皇后玛丽·安托瓦内特穿著低胸裝，1775年

低胸裝，又稱露肩領、低領裝、袒胸裝（法語：Décolletage或Décolleté），是一種低胸領口的女性衣服，尤其是在展示並強調乳溝。穿著低胸裝的女性在一定程度上，會露出胸部、乳头、乳晕、頸部、背部及肩膀。低胸裝也常用在於舞會禮服、晚會服裝、緊身衣和泳裝、時裝等。

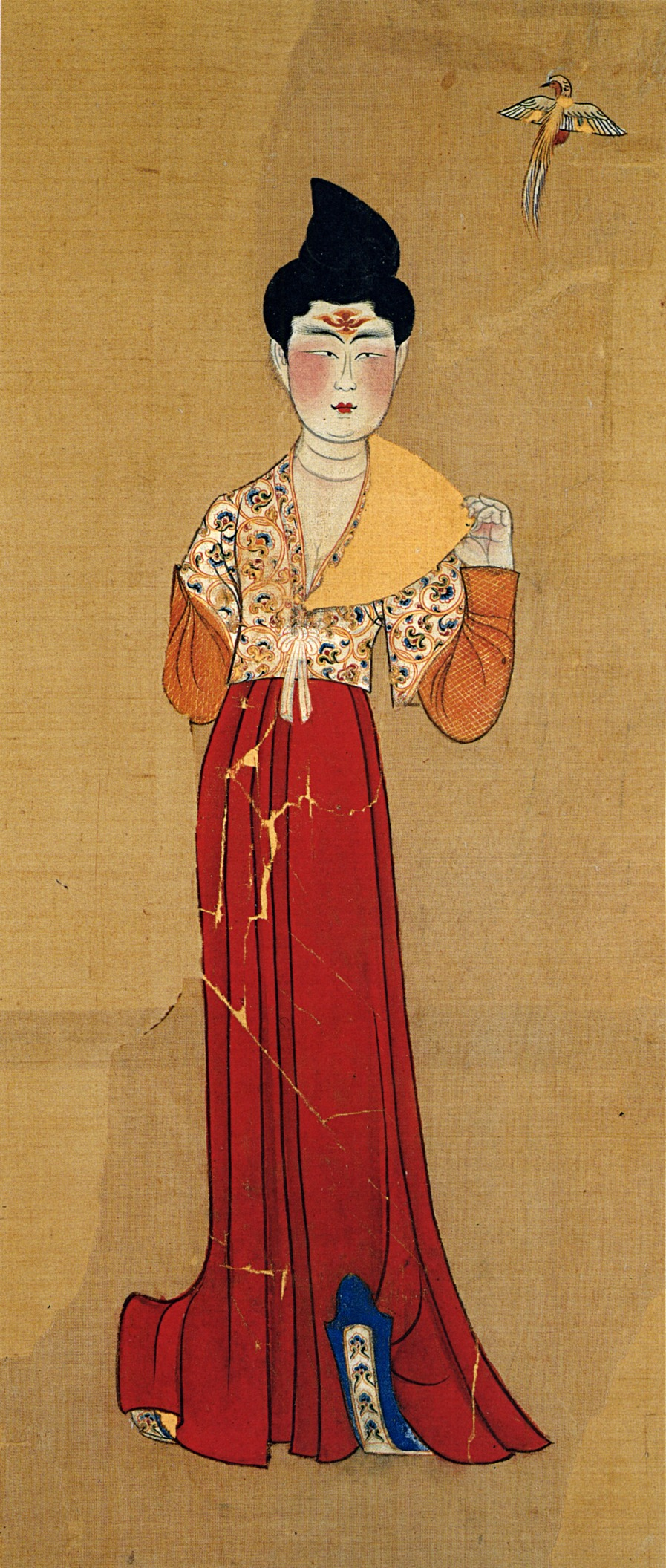
中国武周时期的低胸裝
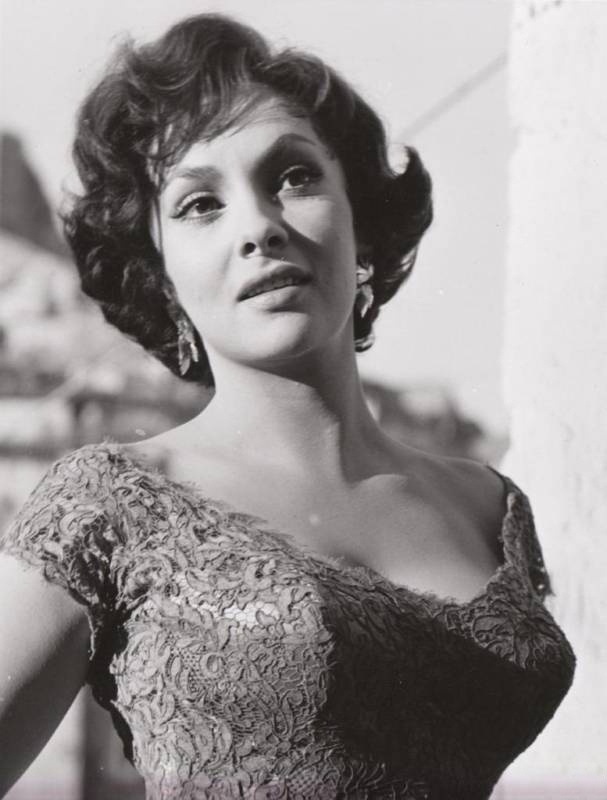
吉娜洛羅布里吉達（Gina Lollobrigida）她著名的低胸裝，1960年
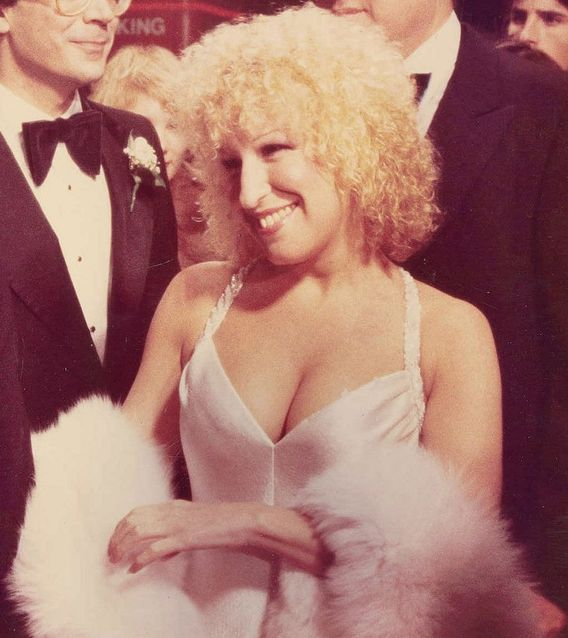
贝蒂·米勒（Bette Midler），1979年
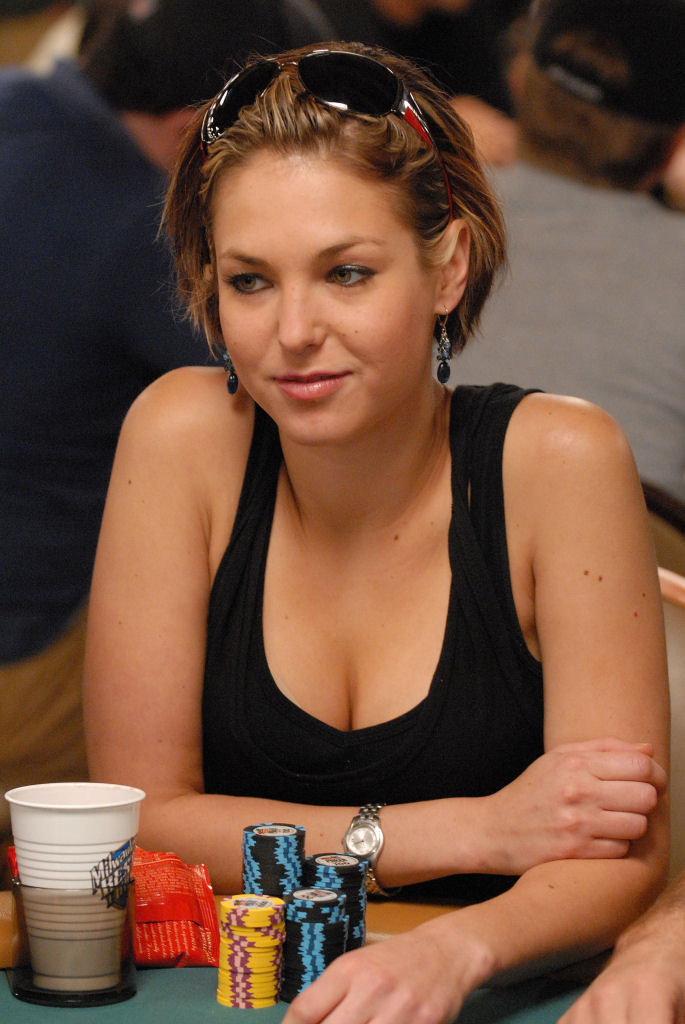
布蘭迪霍巴克（Brandi Hawbaker），2007年
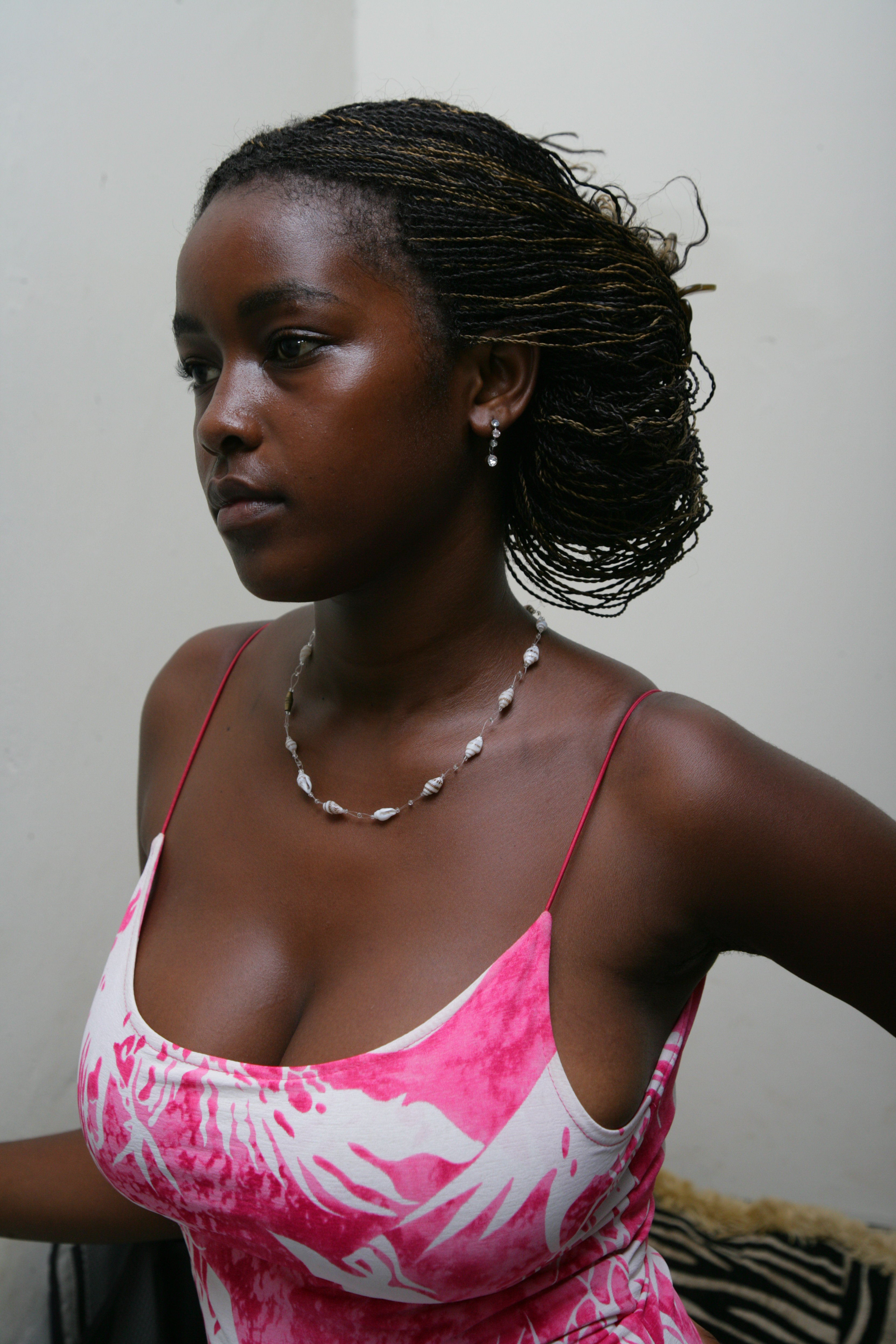
流行服飾風格，2008年

## 相關項目
- 乳溝
- 衣服滑落
- 掛頸式肩帶

## 外部連結
- Sargent's Portraits（页面存档备份，存于）